# Радна
Радна (рум. Radna) — село у повіті Арад в Румунії. Адміністративно підпорядковане місту Ліпова.
Село розташоване на відстані 391 км на північний захід від Бухареста, 29 км на схід від Арада, 51 км на північний схід від Тімішоари.

## Населення
За даними перепису населення 2002 року у селі проживали 2287 осіб.
Національний склад населення села:
| Національність | Кількість осіб | Відсоток |
| -------------- | -------------- | -------- |
| румуни         | 2077           | 90,8%    |
| угорці         | 151            | 6,6%     |
| німці          | 33             | 1,4%     |
| цигани         | 13             | 0,6%     |

Рідною мовою назвали:
| Мова      | Кількість осіб | Відсоток |
| --------- | -------------- | -------- |
| румунська | 2132           | 93,2%    |
| угорська  | 110            | 4,8%     |
| німецька  | 25             | 1,1%     |
| циганська | 12             | 0,5%     |